# Jonathan Richter - Ramt af lynet
Jonathan Richter - Ramt af lynet er en dansk undervisningsfilm fra 2013 instrueret af Camilla Paula Andersen.

## Handling
Jonathan Richter blev den 20. juli 2009 ramt af et lyn under en træningskamp på Hvidovre Stadion. Cirka tre uger efter begyndte instruktør Camilla Andersen, der også er Jonathans moster, at dokumentere Jonathans kamp for livet. Filmen er en unik og livsbekræftende historie om at komme ud på den anden side.